# Christian Santos
Christian Santos, właśc. Christian Robert Santos Kwaśniewski (ur. 24 marca 1988 w Puerto Ordaz) – wenezuelski piłkarz pochodzenia polskiego grający na pozycji pomocnika lub napastnika. Mierzy 184 cm wzrostu.

## Kariera klubowa
Karierę piłkarską Santos rozpoczął w SV Lippstadt 08. W 2003 roku przeszedł do Arminii Bielefeld, gdzie grał tylko w drugim zespole. W 2011 roku przeniósł się do belgijskiego KAS Eupen, gdzie grał przez dwa sezony, następnie przeniósł się do Waasland-Beveren by po roku przejść do holenderskiego klubu NEC Nijmegen.

## Kariera reprezentacyjna
W reprezentacji Wenezueli Santos zadebiutował w 2015 roku, w towarzyskim meczu przeciwko reprezentacji Jamajki